# حساس غاز أكسيد النيتروجين
حساس غاز أكسيد النيتروجين هو مكشاف يستخدم في درجات الحرارة العالية للكشف عن غاز أكسيد النيتروجين NOx في بيئات الاحتراق كالعربات وأنظمة العوادم والمداخن . 

## التوفر
أطلقت شركة أنطمة السيارات القارية (CAS) حساسات لغاز أكسيد النيتروجين NOx لتستخدم مع السيارات والشاحنات . وقد قامت العديد من شركات السيارات مثل كرايسلر وفورد وتويوتا بأبحاث واسعة النطاق لتطوير أجهزة إستشعار غاز أكسيد النيتروجين , وساعدتهم في هذة الأبحاث المختبرات الحكومية والأكاديميات .
وهذة المجسات تكشف عن العديد من صيغ أكسيد النيتروجين NOx مثل : 
- حساس غاز أحادي أكسيد النيتروجين NO .
- حساس غاز ثنائي أكسيد النيتروجين NO2 .
- حساس غاز أكسيد النيتروس N2O والمشهور باسم غاز الضحك .

في حالات وقود السيارات يعتبر غاز أحادي أكسيد النيتروجين هو الأكثر انتشارا، فتصل نسبتة إلى 93% بينما تصل نسبة غاز ثنائي أكسيد النيتروجين إلى 5% والباقي هي نسبة غاز أكسيد النيتروس . 

وتوجد صيغ أخرى لأكسيد النيتروجين مثل رباعي أكسيد ثنائي النتروجين N2O4 والذي يتواجد في درجات الحرارة المنخفضة . و خماسي أكسيد ثنائي النتروجين N2O5 .

ولتفادي العوادم المضرة تعمل شركات السيارات ( كرايسلر وفورد وتويوتا ) على تطوير المحول الحفزي .

## العوامل المحفزة
تعمل العديد من المختبرات الدولية والأكاديمية لتطوير حساسات غاز أكسيد النيتروجين لما له من تأثير سلبي على البيئة والصحة فهو يؤدي إلى الضبخان ( الضباب الضوئي الكيميائي ) , الأمطار الحمضية .

وقد أصدرت العديد من الدول قرارات للحد من نسبة غاز أكسيد النيتروجين ولتقليل انبعاث كل من غازات أكسيد الكبريت ( ثانى اكسيد الكبريت SO2 و ثالث أكسيد الكبريت SO3 ) وغاز أول أكسيد الكربون CO وغاز ثاني أكسيد الكربون CO2 والهيدروكربون بصفه عامة . 

## الصعوبات

### البيئة القاسية
بسبب ارتفاع درجه حرارة بيئة الإحتراق لا توجد العديد من المواد التي تستطيع تحمل درجة الحرارة والعمل بكفاءة في الموقع . وتصنع أغلبية حساسات غاز أكسيد النيتروجين من الخزف أو أكسيد الإيتريوم الثالث أو أكسيد الزركونيوم الرباعي , وتدخل هذة المواد أيضا في صناعة حساس الأكسجين .   

### الحساسية العالية
يجب أن تكون هذة المجسات ذات حساسية عالية جدا لتحصل على قراءات دقيقة . ويجب مراعاه كل من السعر و الانتقائية و سرعة زمن الاستجابة . 

## وصلات خارجية
- review article